# Greenwood, Minnesota
Greenwood är en ort i Hennepin County i Minnesota. Vid 2010 års folkräkning hade Greenwood 688 invånare.